# El collaret de perles (pel·lícula)

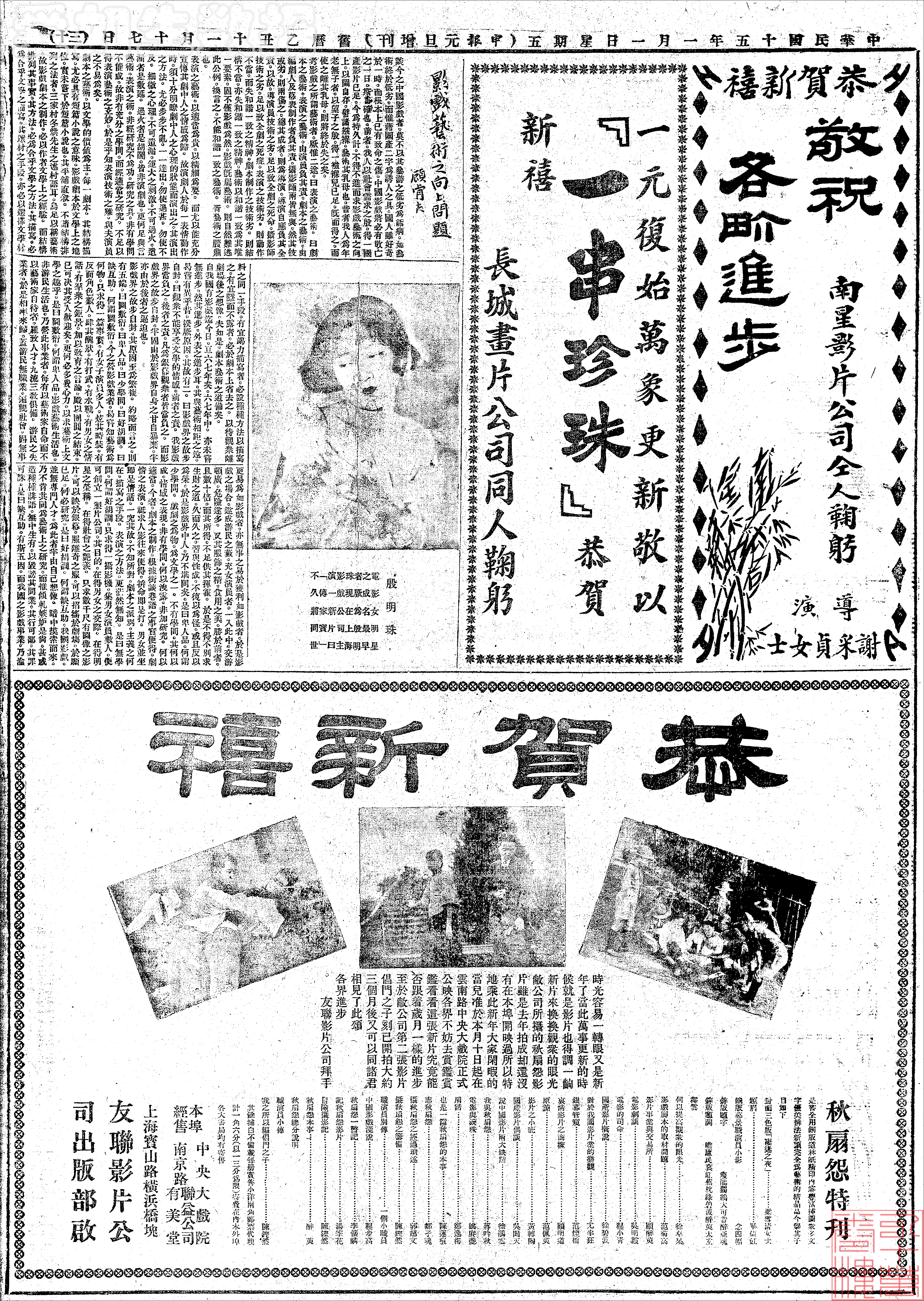
Publicitat del film a Shun Pao

El collaret de perles (xinès simplificat:  一串珍珠; anglès: The Pearl Necklace o A STring of Pearls ). Pel·lícula muda xinesa del 1926, d'una durada de 100 minuts. Producció de Great Wall Film Company, guió de Hou Yao i dirigida per Li Zeyuan.

## Estil i realització
La pel·lícula està basada en el conte "El collaret" de Guy de Maupassant, publicat per primera vegada el 17 de febrer de 1884 al diari francès Le Gaulois,amb el títol "La Parure". La realització que va comptar amb pressupost elevat, va incloure una mirada i elements que mostren la rica i occidentalitzada vida a la Shanghai dels anys 20. Es pot veure a Youtube.

## Trama
Wang Yu Sang i Wang Siu Ching són una parella feliçment casada amb un fill petit. Quan la família organitza una festa, Siu Ching es preocupa que els convidats la menysprein perquè no té res per posar-se. Per calmar-la , Yu Sang va a un joier per llogar joies de luxe, escollint un collaret de perles que un altre client va enviar a reparar. Yu Sang promet tornar-lo abans que el client torni per recuperar-lo l'endemà al matí. A la festa, Siu Ching presumeix als convidats que el seu marit li va comprar un collaret de 8.000 dòlars, i el senyor Mar Yu Loon l'escolta, que contracta un lladre per robar-lo. Quan la parella descobreix que el collaret ha desaparegut, primer intenten demanar diners prestats als familiars. Quan això falla, Yu Sang "s'apropia temporalment" de 15.000 dòlars de la companyia d'assegurances per a la qual treballa i en compra un substitut. El client original s'enfronta a Yu Sang a la seva oficina i accepta el reemplaçament perquè el seu valor és molt més alt. coneguda la malversació Yu Sang és empresonada i Siu Ching cau en la pobresa, fora de l'alta societat que tant esperava impressionar. Mar Yu Loon es casa amb Foo Mei Sian.

## Repartiment
| Actor/Actriu           | Paper          |
| ---------------------- | -------------- |
| Lei Xiadian (雷夏電))  | Wang Yu Sang   |
| Liu Hanjun (劉漢鈞)    | Wang Sui Ching |
| Zai Qiqi (翟綺綺)      | Foo Mei Sian   |
| Xing Shaomei ( 邢少梅) | Chu Tsiang     |
| Liu Jiqun (劉繼群)     | Mar Yue Loon   |